# Cimetière du Congrès
Le cimetière du Congrès (en anglais : Congressional Cemetery), également connu sous le nom de Washington Parish Burial Ground, est un cimetière américain situé au 1801 E Street SE à Washington, D.C., sur la rive ouest de l'Anacostia.
De nombreux membres du Congrès des États-Unis, morts alors que le Congrès était en session, sont enterrés dans ce cimetière. Il abrite également des sépultures des premiers propriétaires fonciers et spéculateurs, des bâtisseurs et architectes des débuts de Washington, des diplomates amérindiens, des maires de la ville et des vétérans de la guerre de Sécession ainsi que des vétérans de chacune des guerres auxquelles ont participé les États-Unis depuis. Un vice-président des États-Unis, un juge de la Cour suprême, six membres du Cabinet présidentiel, 19 sénateurs et 71 représentants (dont un ancien président de la Chambre des représentants) y sont enterrés ainsi que le premier directeur du Federal Bureau of Investigation, J. Edgar Hoover.
Le cimetière a été inscrit sur le Registre national des lieux historiques le 23 juin 1969 et déclaré National Historic Landmark en 2011.

## Personnalités enterrées

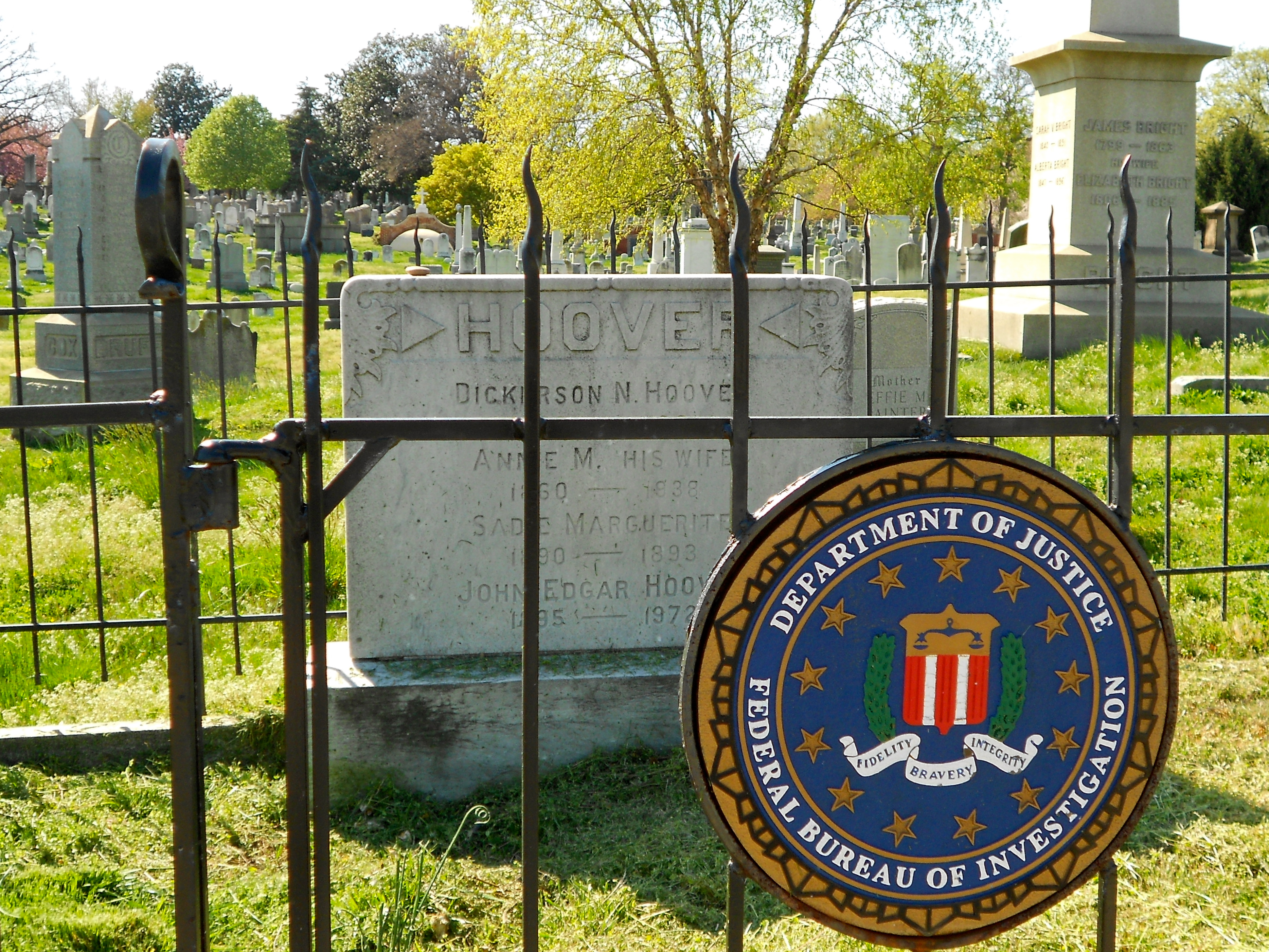
Tombe de J. Edgar Hoover.

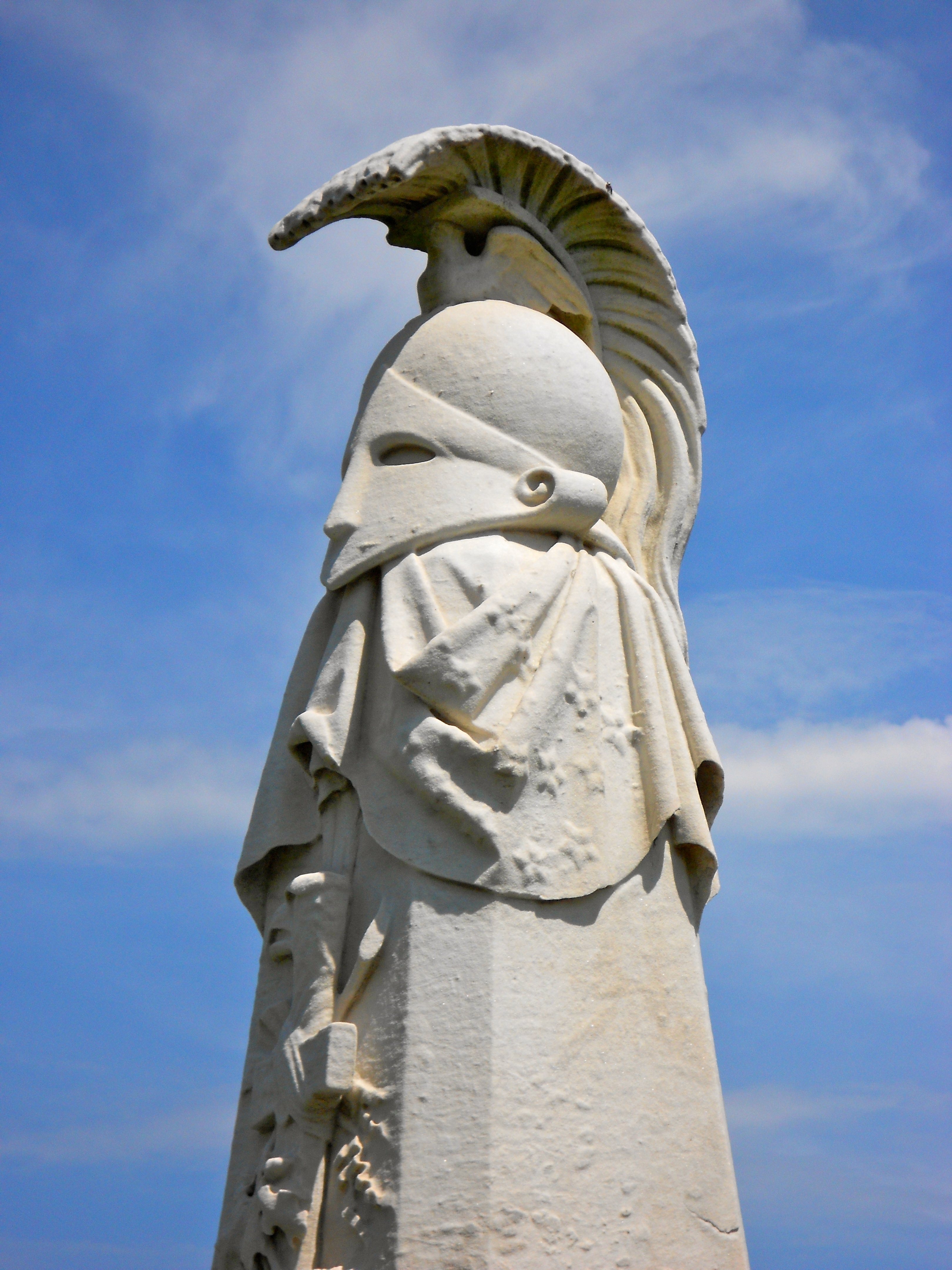
Tombe d'Alexander Macomb.

- Jean Édouard Bouligny (1824-1864), représentant de la Louisiane au Congrès
- Mathew Brady (1822-1896), photographe de la guerre de Sécession
- John Forsyth (1780-1841), sénateur et représentant de la Géorgie au Congrès, secrétaire d'État des États-Unis
- Mary Fuller (1888-1973), actrice de films muets
- Elbridge Gerry (1744-1814), vice-président et seul signataire de la Déclaration d'indépendance enterré à Washington, D.C.
- Archibald Henderson (1783-1859), Commandant du Corps des Marines
- David Herold (1842-1865), conspirateur de l'assassinat d'Abraham Lincoln
- J. Edgar Hoover (1895-1972), directeur du FBI
- Adelaide Johnson (1859-1955), sculptrice et féministe
- Tom Lantos (1928-2008), représentant de la Californie au Congrès ; seul survivant de la Shoah élu au Congrès
- Belva Ann Bennett Lockwood (1830-1917), avocate
- Alexander Macomb (1782-1841), héros de la guerre anglo-américaine de 1812
- Robert Mills (1781-1855), architecte
- Joseph Nicollet (1786-1843), mathématicien et explorateur qui cartographia le Haut-Mississippi
- Daniel Patterson (1786-1831), capitaine de l'United States Navy
- Pushmataha (c. 1760-1824), chef amérindien des Choctaws
- John Philip Sousa (1854-1932), compositeur de nombreuses marches militaires et chef d'orchestre de l'U.S. Marine Band
- Tazha (c. 1849-1876), chef apache
- William Thornton (1759-1828), médecin, peintre et architecte
- Clyde Tolson (1900-1975), numéro 2 du FBI
- Abel P. Upshur (1790-1844), juge, secrétaire à la Marine et secrétaire d'État
- William Wirt (1772-1834), procureur général des États-Unis